# شيء عادي (ألبوم)
شيء عادي هو ثالث ألبوم للمطربة المغربية أسماء لمنور تم إنتاجه وتوزيعه عام 2009. والألبوم مكون من 9 أغاني.

## الأغاني
- ايش العمل وياك
- ليلة الفرقا
- كحيل العين
- كيف أنساك
- قلبي دايم معاك
- شايل بقلبك
- شي عادي
- مالي وماله
- حبيبي مات بالقهر